# جيسيكا جونز (مسلسل)
مارفل جيسيكا جونز أو جيسيكا جونز (بالإنجليزية: Jessica Jones) مسلسل إثارة وأبطال خارقين أمريكي. من إعداد ميليسا روزنبيرغ، مبني على كتب القصص المصورة بنفس العنوان. توفرت حلقات الموسم الأول للعرض على نتفليكس في 20 نوفمبر، 2015. جدد نتفليكس المسلسل لموسم ثاني في يناير 2016.

## الممثلين والشخصيات
- كريستين ريتر بدور جيسيكا جونز
- مايك كولتر بدور لوك كيج
- رايتشيل تايلور بدور باتريشا «تريش» والكر
- ويل ترافال بدور ويل سيمبسون
- إيرين موريارتي بدور هوب شلوتمان
- إيكا دارفل بدور مالكوم دوكاسي
- كاري آن موس بدور جيري هوغارث
- ديفيد تينانت بدور كيلغريف

## الحلقات

### الموسم الأول (2015)
عرض الموسم الأول من المسلسل في 20 نوفمبر، 2015، على نتفليكس وتكون من 13 حلقة.

### الموسم الثاني
جدد المسلسل لموسم ثاني يتكون من ثلاثة عشرة حلقة في 17 يناير، 2016.

## الإستقبال
| الموسم | الموسم | إستقبال النقاد | إستقبال النقاد |
| الموسم | الموسم | روتن توميتوز   | ميتاكريتيك     |
| ------ | ------ | -------------- | -------------- |
|        | 1      | 93% (51 تقييم) | 81 (30 تقييم)  |
|        | 2      | TBD            | TBD            |

## وصلات خارجية
- الموقع الرسمي
- جيسيكا جونز على نتفليكس
- جيسيكا جونز على موقع IMDb (الإنجليزية)
- جيسيكا جونز على موقع ميتاكريتيك (الإنجليزية)
- جيسيكا جونز على موقع روتن توميتوز (الإنجليزية)
- جيسيكا جونز على موقع نتفليكس (الإنجليزية)
- جيسيكا جونز على موقع أول موفي (الإنجليزية)
- جيسيكا جونز على موقع فيلمافينيتي (الإسبانية)
- جيسيكا جونز على موقع كينوبويسك (الروسية)
- جيسيكا جونز على موقع ألو سيني (الفرنسية)
- جيسيكا جونز على موقع ميوزك برينز (الإنجليزية)
- جيسيكا جونز على موقع قاعدة بيانات الفيلم (الإنجليزية)